# Джиджига (зона)
Джиджига (амх. ጅጅጋ, сомал. Jigjiga) — одна из 9 зон региона Сомали, Эфиопия.

## География
Граничит с зоной Шиниле (на севере), с зоной Дэгэх-Бур (на юге), с регионом Оромия (на западе) и с государством Сомали (на востоке). Крупнейший город зоны также носит название Джиджига.

## Население
По данным Центрального статистического агентства Эфиопии на 2007 год население зоны составляет 967 652 человека, из них 526 398 мужчин и 441 254 женщины. 95,6 % населения составляют сомалийцы; 1,83 % — амхара; оставшиеся 2,57 % представлены другими этническими группами. 95,51 % жителей зоны считают родным языком сомалийский; 2,1 % — амхарский; 1,05 % — оромо и оставшиеся 1,34 % назвали другие языки в качестве родного. 96,86 % населения — мусульмане; 2,11 % — приверженцы эфиопской православной церкви.
По данным прошлой переписи 1997 года население зоны насчитывало 813 200 человек, из них 425 581 мужчина и 387 619 женщин. 87,51 % населения составляли сомалийцы; 7,49 % — оромо и 2,13 % — амхара; остальные 2,87 % были представлены другими народами. 90,23 % назвали родным языком сомалийский; 6,68 % — оромо и 2,81 % — амхарский. Только 7,54 % населения были грамотны.
На территории зоны Джиджига расположены 3 лагеря для беженцев из Сомали в которых проживает около 41 545 человек.

## Административное деление
В административном отношении подразделяется на 6 районов (ворэд):
- Аубере
- Бабилле
- Гурсум
- Харшин
- Джиджига
- Кебри-Беях